# 美夫君志会
美夫君志会（みふくしかい、英語: Mifukushikai）は、日本の学術研究団体の一つ。

## 概要
1939年4月8日設立。学術研究団体としての種別は単独学会。日本学術会議協力学術研究団体である。
学会名は『万葉集』の巻頭歌である「 籠よ 美籠持ち 掘串もよ 美夫君志持ち この岡に 菜摘す 娘」の「美夫君志」（み掘串）に由来しており、『万葉集』の研究とその普及、『万葉集』を中心に『古事記』等を含む上代文学の研究、およびその普及を目指している。

## 沿革
- 1939年 - 美夫君志会設立。

## 刊行物

### 美夫君志
- 誌名（和文）：美夫君志
- 誌名（欧文）：MIFUKUSHI
- 創刊年：1959
- 資料種別：ジャーナル（査読付き論文を含む）
- 使用言語：日本語のみ
- 発行形態：印刷体
- 著作権帰属先：学会
- クリエイティブコモンズ：定めていない
- 購読：無料